# Tenuta
Tenuta – (wł. 'posiadłość, majątek (ziemski); objętość; uniform' z łac. tenēre 'trzymać'). Ma dwa znaczenia: „tenuta dzierżawna” – czynsz dzierżawczy (renta dzierżawna), którą dzierżawca przekazuje właścicielowi ziemi.
W innym znaczeniu jest to dzierżawa dóbr królewskich lub książęcych. Dzierżawcę takich dóbr zwano grzecznościowo w Polsce w XVI i XVII w. starostą niegrodowym lub tenutariuszem.
Wysokość tenuty zależy od umowy. Typowym krajem, gdzie jest stosowana szeroko renta pieniężna jest Wielka Brytania, na drugim miejscu jest Francja, a dalej Belgia, Holandia.  Poza Europą – stosowana jest głównie na obszarach kolonizowanych przez Brytyjczyków (wyspy Morza Karaibskiego, Australia, Nowa Zelandia, niektóre kraje afrykańskie). Wadą tej formy dzierżawy jest niepewność dzierżawcy, czy poniesione nakłady zwrócą się, zanim termin umowy wygaśnie.
Termin stosowany jest w odniesieniu do czynszu z terenów leśnych (obwodów łowieckich) lub z tytułu dzierżawy statków. 
Z drugiego znaczenia wywodzi się nazwa tenutariusz śred. łac. – dzierżawca, zwłaszcza dzierżawca królewszczyzny, czyli starosta niegrodowy.